# Bitwa pod Trincomalee
Bitwa pod Trincomalee – starcie zbrojne, które miało miejsce w roku 1782 u wybrzeży Cejlonu między eskadrami Pierre de Suffrena i Edwarda Hughesa, stanowiące część kampanii w Indiach w ramach wojny o niepodległość Stanów Zjednoczonych. Kampania ta była również częścią wojny Brytyjczyków z Królestwem Majsur i IV wojny angielsko-holenderskiej. Admirałowie Hughes i Suffren stoczyli w ciągu roku pięć bitew, z których ta była czwartą w kolejności.
Po bitwie pod Negapatam (6 lipca 1782) obie strony naprawiały uszkodzenia. Suffren 9 sierpnia opuścił Cuddalore i 21 spotkał się z posiłkami (okręty liniowe „Ilustre”, 74 działa i „St Michel”, 60 dział, oraz transportowce z zaopatrzeniem i 600 żołnierzami). Energiczny admirał 25 sierpnia wyruszył do Trincomalee, gdzie trzy dni później dokonał desantu; 31 sierpnia brytyjska załoga poddała się. Hughes, działając bardziej opieszale, przybył 2 września, co pozwoliło Francuzom nie tylko zdobyć port, ale też załadować z powrotem na pokład działa i marynarzy, którzy brali udział w oblężeniu.
Mimo że port był już stracony, a nieprzyjaciel był silniejszy, Hughes postanowił podjąć walkę. Dysponował dwunastoma okrętami (trzema o 74 działach, jednym – o 70, jednym – o 68,  sześciu o 64 i jednym pięćdziesięciodziałowym; Francuzi dysponowali czterema okrętami o 74 działach, siedmioma – o 64, jednym o 60 i dwoma o 50 działach (łącznie 14 jednostek). Hughes postanowił odciągnąć ich od bazy, sprawnie manewrując eskadrą i często  zmieniając kurs, co powodowało chaos w linii francuskiej, zmuszonej do odpowiednich zmian, a złożonej z jednostek o różnej prędkości. Wczesnym popołudniem Suffren dogonił przeciwnika i nakazał atak z bliska („na dystans strzału z pistoletu”). Jednak gdy okręty dołączyły, wiele z nich otwarło ogień z dużej odległości. Hughes, który utrzymał porządek w szyku, mógł odpowiedzieć zmasowanym ogniem.
Podobnie jak w poprzednich bitwach – doskonały plan francuskiego admirała, by zaatakować nieprzyjacielską straż tylną z dwóch stron został zmarnowany przez podkomendnych.  „Vengeur” i fregata „Consolante” nie wykonały rozkazu obejścia brytyjskiej ariergardy, bo obawiały się odcięcia, jeśli przejdą na zawietrzną: ich atak z nawietrznej został odparty przez dwa brytyjskie liniowce, które poważnie uszkodziły „Vengeur”. Trzy liniowce („Ilustre”, „Ajax” i flagowy „Heros”) z czternastu zbliżyły się do nieprzyjaciela i walczyły zacięcie, ale  zostały niemalże otoczone przez eskadrę angielską i straciły maszty od ciężkiego ostrzału. Okręt flagowy Suffrena, poważnie uszkodzony, stracił w pewnej chwili banderę (która w ówczesnej marynarce francuskiej miała kolor biały). Francuski admirał nakazał natychmiastowe wciągnięcie nowej flagi, by nie wywrzeć wrażenia, że się poddał.
Uszkodzenia brytyjskich jednostek były mniejsze, ale ogień wyrządził poważne szkody i ze względu na przecieki i brak możliwości łatwego remontu (baza w Trincomalee była we władaniu wroga), po zmianie wiatru i w zapadającym zmroku, Hughes oderwał się od nieprzyjaciela i odpłynął do Madrasu. Suffren wrócił do Trincomalee, ale jeden z jego okrętów wpadł na skały u wejścia do portu, pozostał więc na redzie, ratując zapasy z wraku.

## Rezultat i skutki

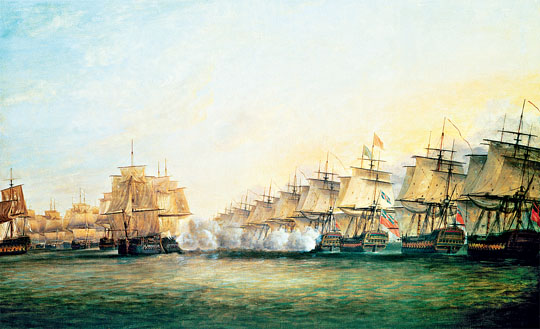
Bitwa pod Trincomalee (faza I) na obrazie Dominica Serresa: z prawej okręty brytyjskie w szyku liniowym

Brytyjczycy stracili 51 zabitych i 283 rannych, w tym trzech dowódców okrętów, Francuzi, według źródeł angielskich 82 zabitych i 255 rannych, według francuskich – 398 marynarzy i 18 oficerów zabitych i rannych (ok. 1/4 stanu załóg). Suffren w dobrze zaopatrzonej bazie mógł wyremontować mocno uszkodzone okręty; pozbawił też dowództwa kapitanów, którzy nie wykonywali jego rozkazów: Tromelina, De Gallesa i dwóch innych.
Po bitwie, z okrętami wymagającymi licznych napraw i wobec zbliżającej się pory monsunów z północnego wschodu, utrudniających żeglugę u wschodnich wybrzeży Indii i Cejlonu, obie strony odpłynęły na zimowe kotwicowiska: Brytyjczycy do Bombaju, a Francuzi do Aceh na Sumatrze.